# Golden Sun
Golden Sun (jap. 黄金の太陽 開かれし封印 Ōgon no Taiyō Hirakareshi Fūin) – japońska konsolowa gra fabularna stworzona przez firmę Camelot Software Planning, wydana przez Nintendo w 2001 roku na konsolę Game Boy Advance. W 2002 roku został wydany sequel tej gry: Golden Sun: The Lost Age na tę samą platformę. W 2010 roku wydana została trzecia część: Golden Sun: Dark Dawn na konsolę Nintendo DS.

## Opis fabuły
Akcja gry osadzona jest w świecie Weyard, w którym niegdyś rządziła alchemia. To dzięki niej rozwijały się cywilizacje. Jednak, aby moc alchemii nie wpadła w niepowołane ręce, kilku dzielnych ludzi zapieczętowało jej moc na górze Aleph. Pewnego dnia ktoś postanawia uwolnić moc alchemii, aby stać się nieśmiertelnym. Blisko tej góry znajduje się wioska Vale, z której pochodzi główny bohater, Isaac. To właśnie on i jego drużyna nie mogą do tego dopuścić.